# レ・ガールズ
レ・ガールズ（Le Girls）は1960年代に結成された日本のアイドルダンスグループである。

## 概説
1967年結成。西野バレエ団の中でも特にエース格であった金井克子、原田糸子、由美かおる、奈美悦子、江美早苗で構成されたダンスグループであり、本格的なダンスや歌で、特に当時の若者に熱狂的な支持を受けるなど、アイドルグループの草分け的な存在で、同名の音楽バラエティ番組『レ・ガールズ』も制作された。1968年に青春映画『ミニミニ突撃隊』と『初恋宣言』（金井を除く）、1969年にドラマ『フラワーアクション009ノ1』に主演した。2006年には再結成（1988年に他界した江美と既に芸能界を引退している原田を除く）され、NHK「第36回思い出のメロディー」にもゲスト出演した。「日本で最初の歌って踊る女性グループ」とも評されている。1990年代後半以降にグラビアアイドルの登竜門的な賞として知られたゴールデン・アロー賞「グラフ賞」の栄えある初代受賞者（1967年度）であるが、名義は「レ・ガールズ」ではなく、「西野バレエ団の金井克子、由美かおる、原田糸子、奈美悦子」となっている。

## 出演番組

### テレビ
- レ・ガールズ（1967年 - 1968年、日本テレビ）
- 第19回NHK紅白歌合戦（1968年12月31日、NHK総合）※応援合戦のコーナーで出演
- それゆけ!5人娘[4]（1969年1月1日、TBS）
- フラワーアクション009ノ1（1969年、フジテレビ）

### 映画
- ミニミニ突撃隊（1968年、松竹）
- 初恋宣言（1968年、松竹）